# Isbrydning på Randers Fjord
Isbrydning på Randers Fjord er en dansk dokumentarisk optagelse fra 1947.

## Handling
I isvinteren 1947 holder Randers bys isbryder "Bjørn" fjorden sejlbar for skibsfarten.